# Animation Shop
Animation Shop – program do tworzenia i optymalizacji animacji przeznaczonych na strony internetowe. Umożliwia tworzenie animowanych przycisków i bannerów, a także edycję gotowych animacji, i wstawianie efektów specjalnych. Obsługuje format GIF, AVI, FLI/FLS, a także AVI 24-bit dla animacji o wysokiej jakości.